# The Modern Dance
| Recensione       | Giudizio       |
| ---------------- | -------------- |
| AllMusic         |                |
| OndaRock         | Pietra miliare |
| Piero Scaruffi   | 9/10           |
| Robert Christgau | A−             |
| sentireascoltare | 9/10           |

The Modern Dance è l'album di esordio della band di Cleveland, Pere Ubu.

## Descrizione
Il gruppo si presenta al pubblico con questo eccentrico e cacofonico album, uno dei primi che apriranno la strada per la New Wave. Notevole è infatti l'influenza dell'album su tale scena e su tutto il rock alternativo. Tutte le tracce sono scritte dal gruppo, esclusa Life Stinks di Peter Laughner.

## Tracce
1. Non-Alignment Pact – 3:18
2. The Modern Dance – 3:28
3. Laughing – 4:35
4. Street Waves – 3:04
5. Chinese Radiation – 3:27
6. Life Stinks – 1:52
7. Real World – 3:59
8. Over My Head – 3:48
9. Sentimental Journey – 6:05
10. Humor Me – 2:44

## Formazione
- David Thomas – voce, musette, percussioni, produzione
- Tom Herman – chitarre, cori
- Tony Maimone – basso, pianoforte, cori
- Allen Ravenstine – sintetizzatori, nastri, sassofoni
- Scott Krauss – batteria